# Трускавецький провулок
Трускаве́цький прову́лок — зниклий провулок, що існував у Дарницькому районі міста Києва, місцевість Осокорки. Пролягав від Іжевської до Трускавецької вулиці.

## Історія
Провулок виник у середині XX століття під назвою Нова вулиця. Назву Трускавецький провулок отримав 1955 року. 
Офіційно ліквідований у 1980-ті роки у зв'язку з частковим переплануванням місцевості. Ймовірно, нині існує як проїзд без назви, що сполучає дві вищезазначені вулиці.